# مينامي تاكاهاشي (ممثلة)
مينامي تاكاهاشي (باليابانية: 高橋みなみ) هي مغنية ومدير عام وممثلة يابانية، ولدت في 8 أبريل 1991 بهاتشيؤوجي في اليابان.

## وصلات خارجية
- مينامي تاكاهاشي على موقع IMDb (الإنجليزية)
- مينامي تاكاهاشي على موقع ميوزك برينز (الإنجليزية)
- مينامي تاكاهاشي على موقع أول ميوزيك (الإنجليزية)
- مينامي تاكاهاشي على موقع ديسكوغز (الإنجليزية)
- مينامي تاكاهاشي على موقع ديسكوغز (الإنجليزية)
- مينامي تاكاهاشي على موقع قاعدة بيانات الفيلم (الإنجليزية)
- مينامي تاكاهاشي على موقع ANN person (الإنجليزية)